# Modern Times (IUのアルバム)
『Modern Times』（モダンタイムス）は、韓国の女性ソロ歌手IUの3作目のアルバム。2013年10月8日にLOEN TREEから発売された。

## 概要
本作は、2011年発売「Last Fantasy」以来のフルアルバムである。スローテンポの曲、ジャズ、ボサノバ、スウィング、ロマンジャズ、エレクトロニクスといった多様なジャンルの音楽に挑戦し、IUのアーティストとしての成長を見せた作品となっている。
タイトル曲の『분홍신（→赤い靴）』は1930年代のビッグバンドのスウィングをベースに、クラシックでヴィンテージな要素を加え、作曲家イ・ミンスならではのドラマチックな展開と繊細なコーラスが調和を成したスケール感のある曲である。古典的なスウィングの印象を最大限生かすためにドラマ、アニメーション、ミュージカルなどの音楽界の巨匠・外山和彦の指揮の下、日本のトップバンドのメンバーたちと共に即興で演奏が行われ、曲の完成度をさらに高めた。
同年代歌手のBrown Eyed GirlsのガインやSHINeeのジョンヒョン、世代の壁を越えて先輩歌手のヤン・ヒウンとチェ・ベクホがフィーチャリングに参加した。そして実力派ギタリストのパク・ジュウォンも共に作業してアルバムの完成度を高めた。
リパッケージアルバムとして新曲2曲を追加収録した「Modern Times - Epilogue」が2013年12月20日に発売された。

## 収録曲
Modern Times - 通常盤・限定盤共通
| #         | タイトル                                                                         | 作詞                 | 作曲                 | 編曲               | 時間  |
| --------- | -------------------------------------------------------------------------------- | -------------------- | -------------------- | ------------------ | ----- |
| 1.        | 「을의 연애 (With パク・ジュウォン)（→負け組の恋愛）」                           | IU                   | パク・ジュウォン     | パク・ジュウォン   | 3:11  |
| 2.        | 「누구나 비밀은 있다 (Feat. ガイン of Brown Eyed Girls)（→誰にでも秘密がある）」 | キム・イナ           | ユン・サン, East4A   | ユン・サン, East4A | 3:49  |
| 3.        | 「입술 사이 (50cm)（→唇の間 (50cm)）」                                           | G.ゴリラ             | G.ゴリラ             | G.ゴリラ           | 2:50  |
| 4.        | 「분홍신（→赤い靴）」                                                            | キム・イナ           | イ・ミンス           | イ・ジョンフン     | 4:14  |
| 5.        | 「Modern Times」                                                                 | キム・イナ           | チョン・ソクウォン   | チョン・ソクウォン | 3:25  |
| 6.        | 「싫은 날（→嫌な日）」                                                           | IU                   | IU                   | G.ゴリラ           | 3:52  |
| 7.        | 「Obliviate」                                                                    | G.ゴリラ、キム・イナ | G.ゴリラ             | G.ゴリラ           | 3:10  |
| 8.        | 「아이야 나랑 걷자 (Feat. チェ・ベクホ)（→子供よ私と歩こう）」                   | キム・イナ           | パク・ジュウォン     | パク・ジュウォン   | 5:00  |
| 9.        | 「Havana」                                                                       | キム・イナ           | チョン・ジョンフン   | イ・ビョンウ       | 4:09  |
| 10.       | 「우울시계 (Feat. ジョンヒョン of SHINee)（→憂鬱時計）」                         | キム・ジョンヒョン   | イ・ジョンフン       | オ・ジュンヒョク   | 2:48  |
| 11.       | 「한낮의 꿈 (Feat.ヤン・ヒウン)（→真昼の夢）」                                   | PJ, チェ・ガプウォン | PJ, チェ・ガプウォン | PJ, シン・ソンイク | 3:40  |
| 12.       | 「기다려（→待って）」                                                            | IU                   | TEXU                 | TEXU               | 2:30  |
| 13.       | 「Voice Mail (Korean version) (Bonus track)」                                    | IU                   | IU                   | G.ゴリラ           | 4:06  |
| 合計時間: | 合計時間:                                                                        | 合計時間:            | 合計時間:            | 合計時間:          | 46:44 |

## チャート成績
- 2015年10月時点では韓国で61,900枚以上、日本で3,300枚以上を売り上げている。

| チャート（2013）                           | チャート（2013） | #    |
| ------------------------------------------ | ---------------- | ---- |
| 韓国・ガオンアルバムチャート               | 週間             | 1位  |
| 韓国・ガオンアルバムチャート               | 月間             | 3位  |
| 韓国・ガオンアルバムチャート               | 年間             | 45位 |
| 日本・オリコンアルバムチャート             | 週間             | 69位 |
| アメリカ合衆国・ビルボードアルバムチャート | 週間             | 4位  |

## ミュージックビデオ
분홍신 (赤い靴) MV
2013年10月8日公開。YouTubeでの再生回数は約1,900万回。
出演: IU、チャン・ギヨン、ユ・ヒヨル、Peppertones、フィファン
2013年10月21日にPerformance ver.が公開された。
금요일에 만나요 (金曜日に会いましょう) MV
2013年12月20日公開。YouTubeでの再生回数は約4,600万回。
出演: IU、チャン・ギヨン、チャン・イジョン（HISTORY）、チャンヒョン（Sunny Hill）、ユ・ヒョンサン（「K-POPスター」出身）、IUのマネージャー